# Aimone av Savojen-Aosta (1900–1948)
Aimone av Aosta, född 9 mars 1900 i Turin, Italien, död 29 januari 1948 i Buenos Aires, Argentina, var en italiensk prins, son till hertig Emmanuel Filiberto av Aosta , som är mest känd för att under andra världskriget ha varit titulärkung av Kroatien.  Som kroatisk kung kallades han Tomislav II. 1942 ärvde han den italienska titeln hertig av Aosta.
Prins Aimone var kusinbarn till den italienske kungen Viktor Emanuel III. När Italien och Tyskland hade ockuperat Jugoslavien 1941, uppvaktades kungen av kroatiska fascister som ville att han skulle utse en kung till Kroatien. Viktor Emanuel III utsåg då Aimone. Aimone trodde först att det var ett stort skämt men accepterade kronan den 18 maj 1941. Han antog namnet Tomislav II efter den historiska kroatiska kungen Tomislav I. 
Han reste aldrig till Kroatien. Efter att Italien hade besegrats i andra världskriget abdikerade han den 31 juli 1943, fast den fascistisk-kroatiska Oberoende staten Kroatien kvarstod till slutet av kriget.

## Familj
- Gift 1939 med prinsessan Irene av Grekland (1904–1974).

Barn: 
- Amedeo, 5:e hertig av Aosta Umberto Constantino Giorgio Paolo Elena Maria Fiorenzo Zvonimir (född i Florens 27 september 1943); gift 1:o 1964 (skilda 1982) , med prinsessan Claude av Bourbon-Orléans (1943- ); gift 2:o 1987 med Marchesa Silvia Paterno di Spedalotto (1953-  )

## Utmärkelser
- Storkorset av Karl III:s orden,  19 maj 1928[5]
- Patron’s Medal,  1932[6]
- Minnesmedalj för Italiens enande
- Krigskors för militär tapperhet
- Förtjänstmedalj för de frivilliga i italiensk-österrikiska kriget 1915-1918
- Italiens krigsförtjänstkors
- Minnesmedalj för italiensk-österrikiska kriget 1915-1918
- Militär tapperhetsmedalj i brons
- De allierades segermedalj
- Militär tapperhetsmedalj i silver
- Storkorsriddare av Italienska kronorden
- Riddare av Annunziataorden
- Riddare med storkors av Savojens militärorden
- Riddare av Savojens civila orden
- Storkorsriddare av Sankt Mauritius och Sankt Lazarusorden
- Malteserorden
- Hedersmedalj i guld för lång genomförd navigering

[Redigera Wikidata]